# 藤原謙次
藤原 謙次（ふじわら けんじ、1946年9月25日 - ）は日本の実業家。ローソン代表取締役社長や、同社代表取締役会長、ファンケル代表取締役社長、同社代表取締役会長などを歴任した。

## 人物・経歴
長崎県の現在の五島市で生まれ、長崎県立五島高等学校を経て、1969年長崎大学経済学部卒業。元パナソニック副社長の牛丸俊三は大学の1年先輩。大学卒業後、主婦の店ダイエー（現ダイエー）入社。フーズライン商品本部長を経て、1993年取締役に昇格。1994年からダイエーコンビニエンスシステムズ（現ローソン）代表取締役社長を務め、1996年にはローソンへの商号変更を行った。三菱商事への売却にあたり、2002年ローソン代表取締役会長に就任。2003年ファンケル代表取締役社長。2007年ファンケル代表取締役会長。2008年SBS取締役、デジタルガレージ取締役。2009年カカクコム取締役。2015年サンドラッグ取締役。